# هنري برتراند
هنري برتراند هو دراج بلجيكي، (ولد في شارلوروا في بلجيكا م).

## وصلات خارجية
- هنري برتراند على موقع أرشيف الدراجات (الإنجليزية)